# Facciamo Candy Candy
Facciamo Candy Candy è stata una trasmissione ironica  "eroticomica", trasmessa a partire dal 1993 su Radio Kiss Kiss e condotta da Pippo Pelo. Il titolo si riferisce alla serie anime Candy Candy.

## Il programma
Il programma, che andava in onda dal lunedì al venerdì, dalle 00:00 alle 3:00 circa, consisteva nel condurre un ipotetico casting telefonico tra i radioascoltatori. L'obiettivo finale era quello di trovare i due protagonisti, maschile e femminile, che nella parte finale del programma si sarebbero prestati a recitare un ipotetico e fantasioso film porno, seguendo un canovaccio di volta in volta suggerito dal conduttore.
Del programma hanno scritto firme del giornalismo italiano quali Furio Colombo, Giampiero Mughini, Beniamino Placido, Aldo Grasso.